# Пам'ятник жертвам Голодомору (Варшава)
Пам'ятник жертвам Голодомору — пам'ятний знак жертвам Голодомору 1932—1933 років, відкритий 7 вересня 2009 року на Вольському кладовищі у Варшаві, столиці Польщі, поряд з українським некрополем, де спочивають козаки, старшини та генерали Армії Української Народної Республіки, видатні діячі періоду УНР — міністри, дипломати, професори та інші. Пам'ятний знак являє собою традиційний козацький хрест, на якому у бронзі символічно передається трагедія українського народу, та напис українською і польською мовами: «Пам'яті жертв Голодомору в Україні 1932—1933 років», «Pamięci ofiar Wielkiego Głodu na Ukrainie w latach 1932—1933». Встановлення пам'ятного знака жертвам Голодомору завершило формування українського некрополя у польській столиці. Авторами пам'ятного знаку є скульптор Геннадій Єршов та архітектор Богдан Боберський.
Президенти України та Польщі Віктор Ющенко та Лех Качинський взяли участь у церемонії відкриття пам'ятного знаку жертвам Голодомору 1932—1933 років. Монумент, встановлений на Волинському кладовищі у Варшаві, освятив настоятель Польської автокефальної православної церкви митрополит Савва.